# Billy Stairmand
Billy Stairmand (* 21. Oktober 1989 in Hamilton) ist ein neuseeländischer Surfer.

## Biografie
Im Alter von 10 Jahren brachte Billy Stairmands Vater ihm das Surfen bei. Drei Jahre später nahm er an ersten Wettkämpfen teil.
Im Jahre 2010 gewann er dann seinen ersten neuseeländischen Meistertitel sowie erstmals ein World-Surf-League-Event. Es folgten bis 2017 sechs weiter nationale Meistertitel.
2019 konnte Stairmand die Rip Curl Raglan Pro sowie die Gold Coast Open gewinnen. Bei den ISA World Surfing Games 2019 wurde er Achter, was zudem die Qualifikation für die Olympischen Sommerspiele 2020 bedeutete. Im März 2020 verletzte sich Stairmand an seinem linken Knie, wodurch er fast drei Monate ausfiel. Aufgrund der COVID-19-Pandemie wurden die Olympischen Spiele in Tokio um ein Jahr verschoben. Bei der olympischen Premiere am Tsurigasaki Surfing Beach belegte er im Shortboardwettkampf den neunten Platz. Durch gute Leistungen bei den ISA World Surfing Games 2023 konnte Stairmand sich auch für die Olympischen Sommerspiele 2024 qualifizieren.